# Сораль (Женева)
Сораль (фр. Soral) — громада  в Швейцарії в кантоні Женева.

## Географія
Громада розташована на відстані близько 140 км на південний захід від Берна, 11 км на південний захід від Женеви.
Сораль має площу 2,9 км², з яких на 12,6% дозволяється будівництво (житлове та будівництво доріг), 83,3% використовуються в сільськогосподарських цілях, 4,1% зайнято лісами, 0% не є продуктивними (річки, льодовики або гори).

## Демографія
2019 року в громаді мешкало 955 осіб (+31,4% порівняно з 2010 роком), іноземців було 18,4%. Густота населення становила 325 осіб/км².
За віковим діапазоном населення розподілялося таким чином: 22,5% — особи молодші 20 років, 57,4% — особи у віці 20—64 років, 20,1% — особи у віці 65 років та старші. Було 322 помешкань (у середньому 2,8 особи в помешканні).
Із загальної кількості 149 працюючих 44 було зайнятих в первинному секторі, 8 — в обробній промисловості, 97 — в галузі послуг.